# Teju Cole
Teju Cole (født 27. juni 1975) er en nigeriansk-amerikansk forfatter, fotograf og kunsthistoriker.
Cole blev født i Kalamazoo, Michigan, men hans familie flyttede kort derefter tilbage til Nigeria. Som 17-årig flyttede han tilbage til hans fødeby Kalamazoo for at læse på college og starte medicinstudier på University of Michigan. Han droppede ud og skiftede til studier i afrikansk kunsthistorie på School of Oriental and African Studies (SOAS) i London. Han forsatte derefter med at studere kunsthistorie på Columbia University i USA.
Hans debut som forfatter var med novellaen 'Everyday is for the Thief' som udkom i 2007. Hans forfatterskab spænder bredt omkring race, kunst, terrorisme og mærkelige sammenfald.

## Udgivelser
- Every Day is for the Thief
- Open City
- Known and Strange Things
- Blind Spot

## Priser og udmærkelser[2]
- 2011 Time magazine's 'Best Books of the Year' for Open City
- 2012 National Book Critics Award finalist for Open City
- 2012 Hemingway Foundation/PEN pris for Open City
- 2012 Ondaatje pris for Open City
- 2012 The Morning News Tournament of Books finalist
- 2013 International Literature pris for den tyske oversættelse af Open City
- 2015 Windham-Campbell Literature
- 2018 Guggenheim Fellowship